# 鋼屋ジン
鋼屋 ジン（はがねや じん、1976年12月 - ）は日本のシナリオライター・脚本家。元ニトロプラス所属。北海道出身。

## 人物
元々は会社に勤めていたが就職一年目で退職し、Leaf作品のSSをHPで発表していた。
のちに虚淵玄の誘いにより、『斬魔大聖デモンベイン』の企画に参加。同作は代表作になるまでのヒットを記録し、その後『サバト鍋-Nitro Amusement Disc-』内の「竜†恋」などを執筆した。
虚淵玄と並ぶニトロプラスの代表的なシナリオライター。同業者の東出祐一郎とは仲が良い。
『仮面ライダー』やスーパー戦隊などの特撮、『魔法少女リリカルなのは』好きでも知られている。
2022年、ニトロプラスを退職しフリーとなる。

## 作品

### ゲーム
- 斬魔大聖デモンベイン（2003年4月25日、ニトロプラス）
- 機神咆吼デモンベイン（2004年7月1日、ニトロプラス）
- 竜†恋（2006年2月3日、ニトロプラス） - 『サバト鍋-Nitro Amusement Disc-』に収録。
- 機神飛翔デモンベイン（2006年5月26日、ニトロプラス）
- 装甲悪鬼村正 邪念編（2010年12月、ニトロプラス）
- ギルティクラウン ロストクリスマス（2012年7月26日、ニトロプラス）
- スーパーロボット大戦UX（2013年3月14日、バンダイナムコゲームス） - スペシャルサンクス（『機神咆吼デモンベイン』監修[3]）
- Fate/Grand Order（2023年4月26日・2024年1月17日、アニプレックス） - イベントシナリオ執筆。

### 小説原作
- 斬魔大聖デモンベイン 無垢なる刃（2003年、角川スニーカー文庫） - 著：涼風涼
- 斬魔大聖デモンベイン 魔を断つ剣（2003年、角川スニーカー文庫） - 著：涼風涼
- 斬魔大聖デモンベイン 明日への翼（2004年、角川スニーカー文庫） - 著：涼風涼
- 斬魔大聖デモンベイン 機神胎動（2004年、角川スニーカー文庫） - 著：古橋秀之
- 斬魔大聖デモンベイン 軍神強襲（2006年、角川スニーカー文庫） - 著：古橋秀之
- 斬魔大聖デモンベイン ド・マリニーの時計（2006年、角川スニーカー文庫） - 著：古橋秀之

### 漫画原作
- 機神咆吼デモンベイン
- ダイン・フリークス D.Y.N.FREAKS（2013年 - 2015年、ドラゴンコミックスエイジ）

### アニメ
- ギルティクラウン（2011年 - 2012年） - 第8話、第13話、第18話脚本
- 活撃 刀剣乱舞（2017年） - 第7話脚本
- アズールレーン（2019年 - 2020年） - シリーズ構成・第1話 - 第12話脚本。第6話は大樹連司と共同で執筆。
- OBSOLETE（2020年） - 第12話脚本

### 特撮
- 仮面ライダー鎧武/ガイム（2014年） - 全47話中8話を虚淵玄と共同で執筆した。第37話では原案を担当し、第47話を単独で執筆。

### 映画
- 劇場版 仮面ライダー鎧武 サッカー大決戦!黄金の果実争奪杯!（2014年）
- 仮面ライダー×仮面ライダー ドライブ&鎧武 MOVIE大戦フルスロットル（2014年） - 『仮面ライダー鎧武 進撃のラストステージ』を担当。
- 映画刀剣乱舞-黎明-（2023年） - 小橋秀之と共同で執筆。

### オリジナルビデオ
- 鎧武/ガイム外伝 仮面ライダー斬月/仮面ライダーバロン（2015年） - 『仮面ライダー斬月』を担当。
- 鎧武/ガイム外伝 仮面ライダーデューク/仮面ライダーナックル（2015年） - 『仮面ライダーデューク』を担当。

### 小説
- 小説 仮面ライダー鎧武/ガイム（2016年、講談社キャラクター文庫） - 砂阿久雁との共著。監修：虚淵玄。
- 装甲悪鬼村正 妖甲秘聞 鋼（2011年、Nitroplus Books / 2015年、星海社文庫）
- 黄雷のガクトゥーン ノベルアンソロジー（2013年、ライアーソフト） - 「What a shining league」を執筆。
- 斬魔大戰デモンベイン（2022年、ニトロプラス）

### 舞台
- 舞台『仮面ライダー斬月』-鎧武外伝-（2019年） - 脚本協力[4]

### その他
- ライトノベルを書く！ クリエイターが語る創作術（2006年、小学館） - インタビューを収録。
- Fate/Apocrypha （2011年）- バーサーカー（坂田金時)・設定制作